# Government Commissions: BBC Sessions 1996–2003
A Government Commissions: BBC Sessions 1996–2003 a Mogwai harmadik válogatásalbuma, amelyet 2005. február 21-én adott ki a Play It Again Sam.

## Leírás
A lemezen a BBC 1-es csatornájának stúdiójában felvett dalok találhatóak. Néhányuk eltér az eredetitől: az R U Still in 2 It szám teljesen instrumentális, míg a stúdióváltozatban Aidan Moffat, az Arab Strap tagja énekel. John Peel, az 1-es csatorna DJ-jének 2004-es halála után az együttes az albumot az ő emlékére szánta; az első dalban (Hunted by a Freak) ő konferálja fel a zenekart.

## Számlista

### CD
Az összes dal szerzője a Mogwai. 
| 1.    | Hunted by a Freak           | Happy Songs for Happy People | 4:09  |
| 2.    | R U Still in 2 It           | Mogwai Young Team            | 6:18  |
| 3.    | New Paths to Helicon, Pt. 2 |                              | 2:51  |
| 4.    | Kappa                       | Come On Die Young            | 4:23  |
| 5.    | Cody                        | Come On Die Young            | 6:07  |
| 6.    | Like Herod                  | Mogwai Young Team            | 18:32 |
| 7.    | Secret Print                | Rock Action                  | 4:32  |
| 8.    | Superheroes of BMX          | 4 Satin                      | 7:29  |
| 9.    | New Paths to Helicon, Pt. 1 |                              | 8:11  |
| 10.   | Stop Coming to My House     | Happy Songs for Happy People | 4:40  |
| 67:00 |                             |                              |       |

### 2×LP
| 1. | Hunted by a Freak          | 4:09 |
| 2. | R U Still in 2 It          | 6:18 |
| 3. | New Paths to Helicon Pt. 2 | 2:51 |

| 4. | Kappa              | 4:23 |
| 5. | Cody               | 6:07 |
| 6. | Superheroes of BMX | 7:29 |

| 7. | Like Herod | 18:32 |

| 8.  | Secret Print               | 4:32 |
| 9.  | New Paths to Helicon Pt. 1 | 8:11 |
| 10. | Stop Coming to My House    | 4:40 |

## Közreműködők

### Mogwai
- Stuart Braithwaite
- Dominic Aitchison
- Martin Bulloch
- Barry Burns
- John Cummings

### Gyártás
- Mike Engles, Mike Robinson, Miti Adhikari, Simon Askew – felvétel és keverés
- Nick Fountain, Colin Beaumont, Nick King, Kevin Rumble, Jamie Hart – gyártásasszisztensek
- Mark Maxwell – fotó

## Fordítás
Ez a szócikk részben vagy egészben  a   Government Commissions: BBC Sessions 1996–2003 című angol Wikipédia-szócikk ezen változatának fordításán alapul.  Az eredeti cikk szerkesztőit annak laptörténete sorolja fel. Ez a jelzés csupán a megfogalmazás eredetét és a szerzői jogokat jelzi, nem szolgál a cikkben szereplő információk forrásmegjelöléseként.